# Licuala beccariana
Licuala beccariana là loài thực vật có hoa thuộc họ Arecaceae. Loài này được (K.Schum. & Lauterb.) Furtado mô tả khoa học đầu tiên năm 1940.